# Berlinski zid (sastav)
Berlinski zid je slovenski punk sastav iz Ljubljane. 
U ovom su sastavu bili pjevač Brane Bitenc (pjevao i u Otrocima socializma), basist Matjaž Osvald, gitarist Miha Štamcar, bubnjar Roman Dečman (svirao i u Otrocima socializma), vokalist i klavijaturist Sašo Solarovič (također svirao u Ghost Riders i u Hic et Nunc) i bubnjar Slavko Kamenič. S Berlinskim zidom radila je Alenka Marsenič iz Čao Pičke.
Pjesma ovog sastava Revolucija 2000 s koja je jedna od najvećih hitova slovenskog punka.
Pjesme Možgani na asfaltu i Po cestah mesta nalaze se na kompilaciji ZKP RTVLJ Novi Punk Val iz 1981. godine i na kompilaciji Še pomnite, punkerji? izdavača Ropota iz 2002. 
Berlinski zid i sastavi kao Čao Pičke, Niet, Via Ofenziva, U.B.R., Šund, Kuzle iz Idrije,  Buldogi, Lublanski psi, Otroci socializma, Tožibabe, Industbag iz Metlike, O!Kult, Odpadki Civilizacije, spadaju u kremu slovenskog punka.
Izvorna inačica pjesme Revolucija izvedena je u emisiji Kulturne diagonale, jer su vlasti zabranile emisiju Videogodbu, gdje su osim Berlinskoa zida još nastupili Grupa 92 i Buldogi. U emisiji su ad hoc sstručnjaci pitali tko su ovi momci koji potkopavaju ovaj socijalistički sustav. Sastav se raspao 1980. godine jer su neke članove uhitili.

## Vanjske poveznice
E-arhiv Produkcija: FV Video / Å kuc - Forum, 1983
Dokument živahnega subkulturnega dogajanja v Disku FV, zbirališču ljubljanske alternativne scene in prizorišču nastopov najbolj udarnih bendov tistega časa. Predstavljeni so bendi: O!Kult, Grč, Titanic, Via ofenziva, Gastarbajter's, Marcus 5, Borghesia, Otroci socializma, Čao pičke, Videosex in Gustaf i njegovi dobri duhovi.